# Jeffrey Donovan
Jeffrey Donovan, född 11 maj 1968 i Amesbury, Massachusetts, är en amerikansk skådespelare. Han är mest känd för sin roll som Michael Westen i TV-serien Burn Notice. Han spelar också kapten J.J Jones i Clint Eastwoods film Changeling (2008).
Han har en biroll i filmen Sleepers (1996) där han spelar en av fängelsevakterna.
Han hade även en av huvudrollerna i Blair Witch 2 (2000).

## Filmografi (urval)
- 1996 – Sleepers
- 2000 – Blair Witch 2
- 2005 – Hitch - din guide till en lyckad date
- 2007–2013 – Burn Notice (TV-serie)
- 2008 – Changeling
- 2011 – J. Edgar
- 2015 – Sicario
- 2015 – Fargo (TV-serie)